# Barroetea
Barroetea é um género botânico pertencente à família Asteraceae.